# 木刻版畫
木刻是在木板上刻出反向图像，再印在纸上欣赏的一種版畫艺术。

## 木刻的历史

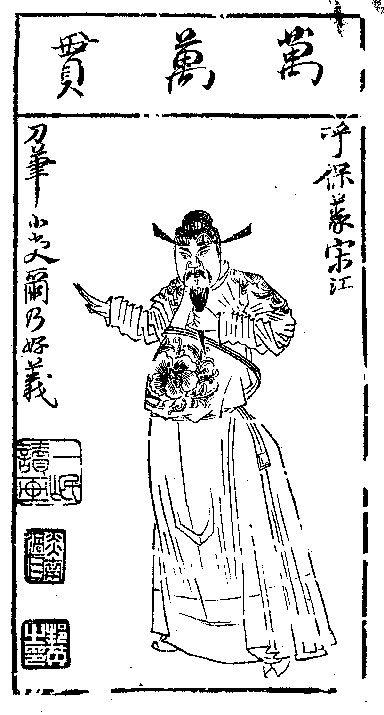
明代木刻版画

中国古代四大发明之一的印刷术是人类文明发展史上的一块重要的里程碑。它由文字印刷和图像印刷两部分组成，而图像印刷即是最初的木刻版画。
制版技术在中国的发展历史渊远流长。新石器时代时期的出土文物（譬如甲骨、陶器、玉石、青铜器）上面的文字和纹样雕刻，秦汉时期的画像石、画像砖和石碑等，都是以利器在各种材料上镌刻而成。流传已久的印章艺术更是与制版流程相差无几。
印刷术的成型一般认为在唐代。宋人朱翌的《猗觉寮杂记》（下卷）便说：「雕印文字，唐以前无之，唐末益州始有墨版。」唐懿宗咸通九年（公元868年）印的“金刚般若波罗密经”（简称“金刚经”）是现存最早的木板印刷品，卷中含有不少制作精美的木刻扉页。
中国的雕板印刷始于佛教传播的契机，但很快便漫布世俗生活。及至宋代，书籍及其插图的印刷工艺已经相当娴熟，在民间流传最广的纸币和纸牌就是一些小型的木版画。尤其是纸币，因有防止伪造的要求，刻工更为细密繁复。这些深入民间、流传范围极广的小版画，正是印刷术西传的先锋。
欧洲出现印刷术，较中国约晚700年。虽然没有确凿证据证明西方印刷术直接得自东方，但欧洲最初印刷品的技术特征和构图方式与中国先前的印刷品蔚为相似，影响是十分明显的。
各地最早出现的印刷品多是为了满足宗教推广的需要，欧洲也一样。当时的印刷品多以图像为主，最常见的内容为圣经故事，如基督受难、基督背负十字架、圣母圣子像等。初期木版画大多出现在德国南部和佛兰德斯的莱因河畔，并多见于修道院中。版材有胡桃、苹果、梨、樱树等常见果木。
在中国，由于接近生活，又价廉物美，至明清年间，民间木刻年画异军突起，河南朱仙镇、苏州桃花坞、天津杨柳青、山东潍坊、四川锦竹的木刻年画并称为中国五大民间木刻年画。它们不仅广泛流传于江南一带和全国许多地方，而且远渡重洋去到日本、英国和西德。版画的技术传到日本以后，日本人将这项技术带入装饰美术领域（如年月绘历），创造了浮世绘文化。
江户末期至明治时代之间（19世纪后半叶），日本浮世绘版画藉由包装纸、海报大量流传到海外。莫奈、文森特·梵高、马奈、雷诺阿等印象派画家，皆受日本浮世绘的影响。
1931年魯迅在上海發起新興木刻運動，並且創辦「木刻講習會」，邀請日本木刻家為講授木刻技術，並親自主持和翻譯。他主張以木刻版畫同情人民大眾和呼喚國民覺醒。此外，他亦提倡將版畫傳統上畫稿、刻版和拓印三者分工的形式，改為由一人完成的「創作版畫」，藉此提升版畫藝術的表現風格。

## 木刻的应用范围
- 插画，如中国明代陈洪绶为《西厢记》等戏曲小说所作插图。
- 年画，如中国天津的杨柳青水印年画。
- 本身也成为一种相当便捷的创作方式，今属三大传统绘画种类（中国画、油画、版画

## 木刻的制作方法
刀法分阴刻和阳刻两种，即凹线显形和凸线显形。
1. 第一步：绘制版样与制作印版。
2. 第二步：分色逐次在印版上上墨。工具一般为滚筒。
3. 第三步：转印图像，起稿。

## 著名的木刻版画家
- 中国
  - 陈洪绶（1588年－1652年）
  - 改琦（1774年－1829年）
  - 叶浅予（1907年－1995年）
  - 陈烟桥（1911年--1970年） 　　
  - 彦涵（1916年-2011年） 　　
  - 古元（1919年-1996年） 　　
  - 朱宣咸（1927年—2002年）
  - 羅工柳（1916年—2004年）

- 臺灣
  - 邱忠均（1944年 - 2015年）
  - 何華仁（1958年 -2021年）

- 日本
  - 东洲斋写乐（生卒年不详）
  - 铃木春信（1725年－1770年）
  - 鸟居清长（1752年－1815年）
  - 溪斋英泉（1791年－1848年）
  - 喜多川歌磨（1753年－1806年）
  - 葛饰北斋（1760年－1849年）
  - 歌川广重（1797年－1858年）
- 德国
  - 凱綏·珂勒惠支（1867年－1945年）
- 挪威
  - 爱德华·蒙克（1863年－1944年）
- 西班牙 
  - 巴伯罗·毕加索（1881年－1973年）
- 俄罗斯
  - 格奥尔吉·瓦西列维奇·科维丘克（1933年－2015年）
- 美国
  - Jacques Hnizdovsky（英语：Jacques Hnizdovsky）（1915年－1985年）

## 資料來源
1. ↑  香港文化博物館. . 香港. 2011年: 頁12 （中文）.